# Illa Kayak
L'illa Kayak (en anglès Kayak Island) és una petita illa que es troba al golf d'Alaska, uns 100 km al sud-est de Cordova, a l'extrem oriental del bosc nacional de Chugach. La seva superfície és de 73,695 km² i es troba deshabitada. L'illa inclou el Bering Expedition Landing Site.
L'illa fou anomenada "Kayak" el 1826 pel tinent Sarichef de la Marina Russa, per la "semblança" del seu contorn amb la canoa de pell esquimal. Es creu que l'illa va ser una de les que Vitus Bering va veure el 1741 i va anomenar "Saint Elias".
Segons el National Park Service: "Aquí el naturalista Georg W. Steller, cirurgià a bord del vaixell de Vitus Bering, va fer els primers intents de contacte entre europeus i els natius d'Alaska. Les seves investigacions es troben entre les primeres contribucions al coneixement natural i històric de la regió".
El capità James Cook visità l'illa el 12 de maig de 1778, i enterrà una ampolla amb un paper i dues petites peces de plata que li va donar el Dr. Richard Kaye, el capellà del reiu Jordi III, per a aquest propòsit. Per aquest motiu el capità Cook li donà el nom de "Kaye's Island". El 1779 l'expedició de l'explorador espanyol Ignacio de Arteaga y Bazán va veure l'illa el 16 de juliol, festivitat de la Mare de Déu del Carme i per aquest motiu van anomenar l'illa "Nuestra Senora del Carmen" o "Isla del Carmen."
El Bering Expedition Landing Site fou declarat National Historic Landmark el 1978.
El cap Saint Elias es troba a l'extrem sud-oest de l'illa i en ell hi ha un important far.